# Pieter van den Broecke

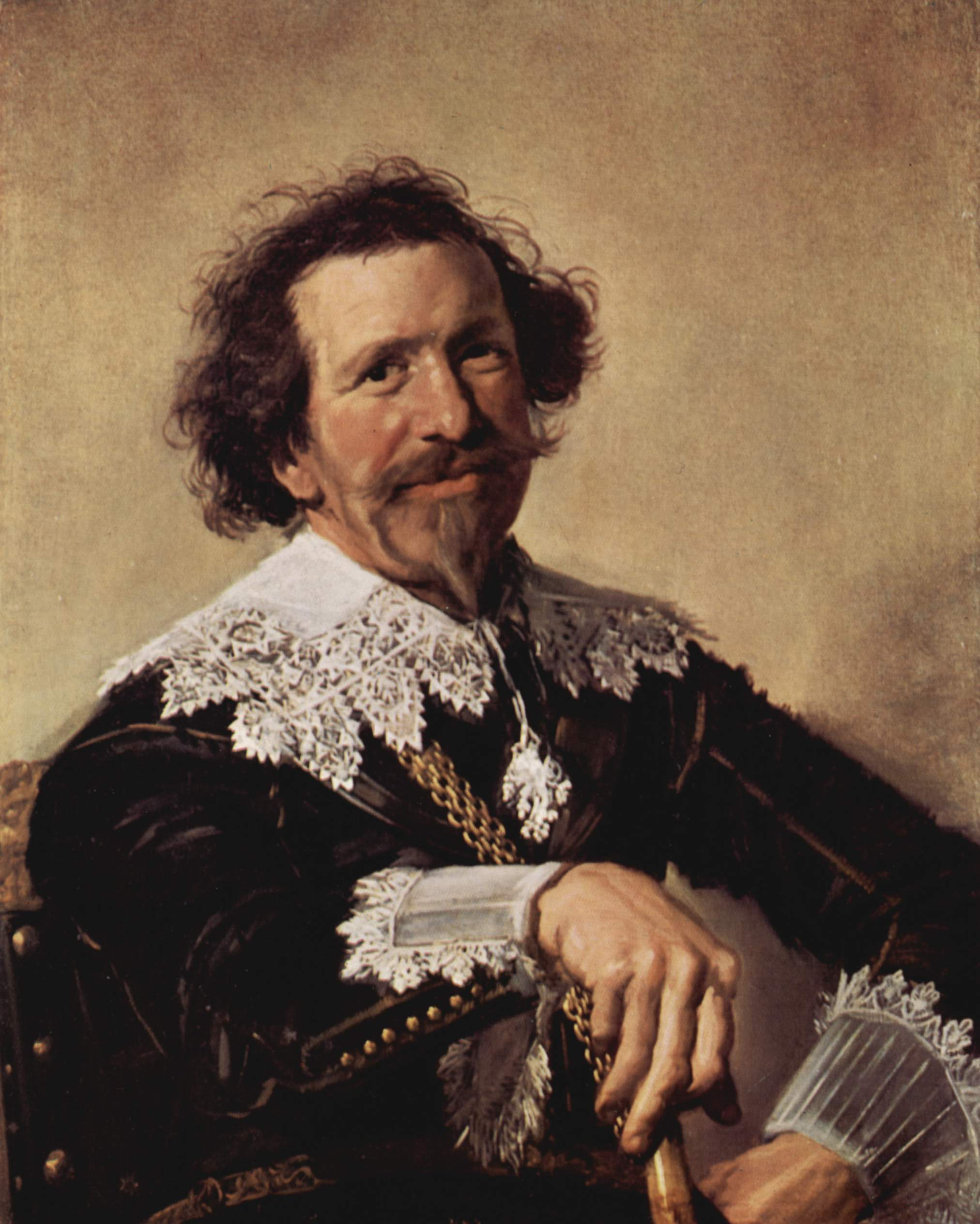

Pieter van den Broecke (Antuérpia, 25 de fevereiro 1585 — Estreito de Malaca, 1 de dezembro de 1640) foi um comerciante de tecidos holandês a serviço da Companhia das Índias Orientais Holandesas, e um dos primeiros holandeses a saborear o café. Ele também foi para Angola três vezes e foi um dos primeiros europeus a descrever sociedades da África Ocidental e Central e detalhar estratégias de comércio ao longo da costa africana.